# ドーバーパトロール
ドーバーパトロール（後にドーバーパトロール部隊に改名）は、第一次世界大戦におけるイギリス海軍部隊で、1918年4月22日に行われたゼーブルッヘ襲撃に関わったことで著名である。ドーバーパトロールは、第一次世界大戦の期間中、ドーバーとダンケルクに拠点を置くイギリス海軍の独立部隊であった。主要な任務は、敵であるドイツ艦船（主に潜水艦）が大西洋に向かう途上でイギリス海峡に侵入するのを防ぐことであり、それによりドイツ帝国海軍はスコットランドを回り込む長距離のルートを取る事を強いられ、またそのルート自体、北方パトロールによってカバーされていた。

## 戦歴
1914年7月下旬、戦争が迫り始める頃、12隻のトライバル級駆逐艦がドーバーに到着し、すでに港内に停泊していた旧式の駆逐艦（その大半は19世紀後半に建造された）に加わった。その駆逐艦群は編成されたばかりのドーバーパトロールの中核となり、当初は装備も貧弱で控えめな勢力だったが、第一次世界大戦の最も重要なイギリス海軍部隊の一つとなった。
ドーバーパトロールには、巡洋艦、モニター艦、駆逐艦、武装トローラーおよびドリフター、外輪式の掃海艇、武装ヨット、内火艇および沿岸モーターボート、潜水艦、水上機、航空機および飛行船が集められた。これらの艦船を用い、北海南方の海域およびドーバー海峡において、以下のような複数の任務を遂行した。
- 対潜哨戒
- 商船、病院船及び軍艦の護衛
- 機雷の敷設及び防潜帯(barrage)の構築
- ドイツ機雷の掃海
- ベルギー沿岸部にあるドイツ軍陣地の砲撃およびUボートの撃沈

ドーバーパトロールは、しばしば「1918年2月15日の海戦」のような攻撃を受け、多くの死傷者を出した。
戦争の期間中、ドーバーパトロールは、ドーバーの町にありWalter Emdenの甥であるVivian Elkingtonが経営する、何百人もの従業員を擁する鉄工所であるドーバー・エンジニアリング・ワークスにより整備を受けた。同社は現在も存在し、Holmestone Roadに所在してGaticという名前で操業している。 1919年3月、ドーバーパトロールはドーバーパトロール部隊（Dover Patrol Force）と改名した。

## 記念物
終戦後、ドーバーパトロールの記念碑を建立するための基金が設立された。1921年7月、記念碑はセント・マーガレット湾の近くにあるレザーコート岬にて除幕された。同様の記念碑は、海峡のフランス側沿岸にあるBlanc Nez岬、およびフォート・ハミルトンのニューヨーク港を見下ろす場所にも建っている。

## 歴代指揮官
歴代指揮官は以下のとおり:
- 海軍少将 The Hon. Horace L. A. Hood、1914年10月3日 – 1915年4月13日
- 海軍中将 Sir Reginald H. S. Bacon、1915年4月13日 – 1918年1月1日
- 臨時海軍中将 Sir Roger J. B. Keyes、1918年1月1日 – 1919年3月20日
- 海軍中将 Cecil F. Dampier、1919年3月20日 – 1919年10月15日

## ボードゲーム
「ドーバーパトロール」というポピュラーなボードゲームがあった。L'Attaqueに似ているが、海戦をテーマとしたもので、Harry A. Gibsonによって1911年に考案された。